# Lesmes von Burgos

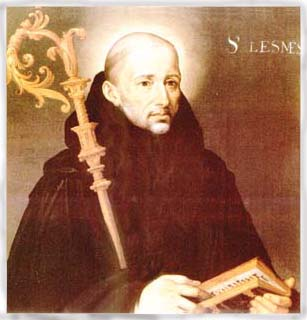
Lesmes von Burgos als Mönch und Abt (17. Jh.)

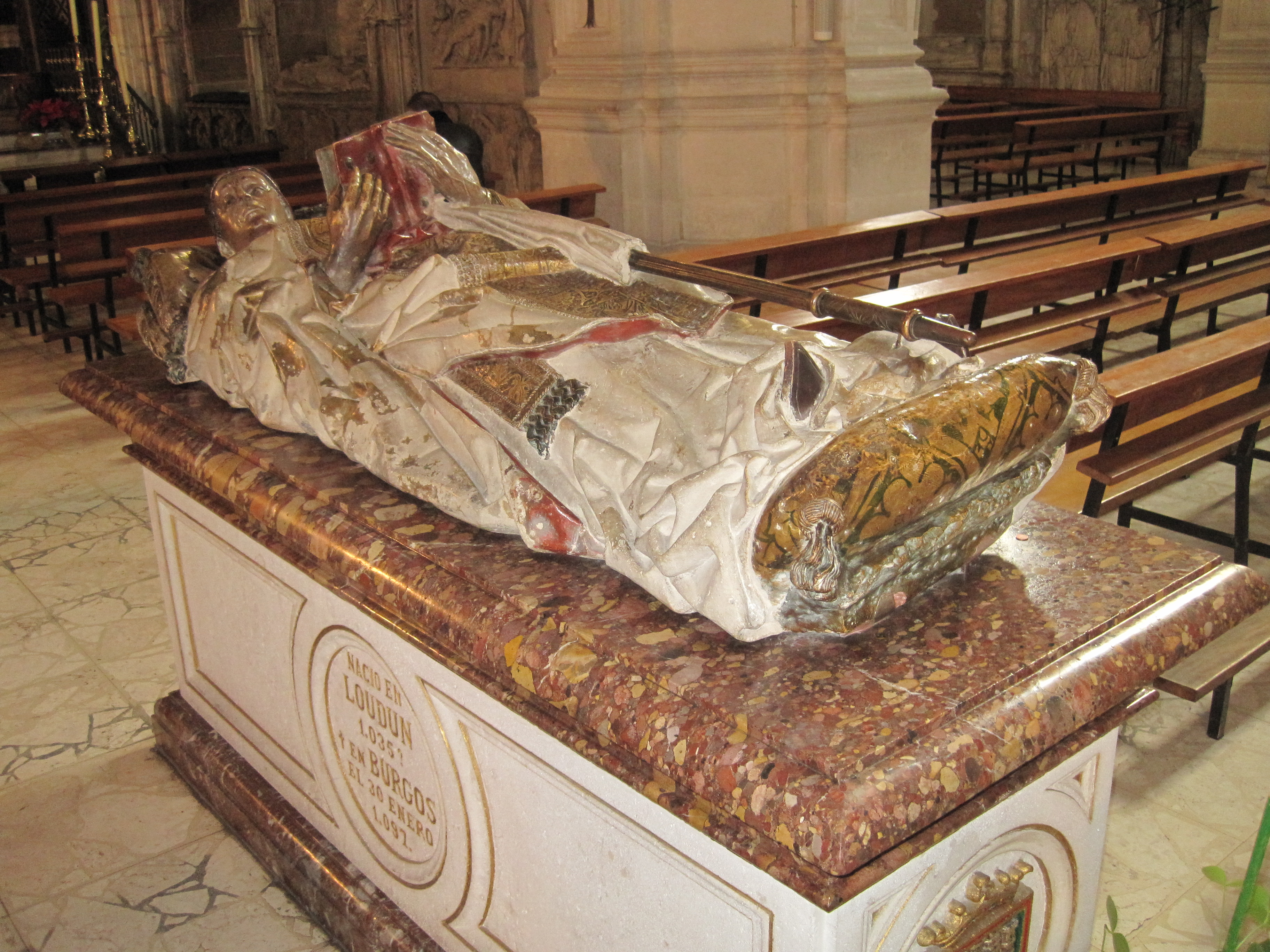
Marmorgrabmal (19. Jh.)

Lesmes von Burgos (auch Adelelmo etc.; * um 1035 in Loudun, Poitou; † 1097 in Burgos, Kastilien) war ein bereits kurz nach seinem Tod vom Volk als heilig verehrter Benediktiner-Mönch und Abt; sein Festtag ist der 30. Januar.

## Vita
Adelelmus wurde in eine wohlhabende Patrizierfamilie hineingeboren; später wurde er Soldat. Er traf Robert von Molesme, den Abt von Cîteaux. Kurz darauf verschenkte er sein väterliches Erbe, wurde Mönch und später (1078) Abt des Klosters La Chaise-Dieu in der Auvergne. Konstanze von Burgund, die französische Gemahlin des kastilischen Königs Alfons VI., betrieb eine Annäherung zwischen der Abtei Cluny und Spanien, wo noch immer der mozarabische Ritus praktiziert wurde, den sie jedoch abzuschaffen wünschte. Adelelmus kam auf ihr Betreiben in den Norden Spaniens, wo er sich im Jahr 1079 in einem neugegründeten Kloster in der Stadt Burgos niederließ, dessen Abt er auch wurde. Er pilgerte möglicherweise nach Santiago de Compostela; danach gründete er ein Pilgerhospital (Hospital de San Juan Evangelista) und begleitete Alfons VI. auf dessen Feldzug zur Rückeroberung (reconquista) Toledos im Jahr 1085. Er starb im Jahr 1097.

## Verehrung
Lesmes wird nahezu ausschließlich in der Stadt Burgos und ihrer Umgebung verehrt. Sein neobarockes Marmorgrabmal befindet sich in der Kirche San Lesmes im Zentrum von Burgos. Ansonsten tragen nur sehr wenige Kirchen sein Patrozinium.

## Darstellung
Mittelalterliche Darstellungen von Lesmes sind unbekannt; die wenigen neuzeitlichen Bildnisse zeigen ihn meist als Mönch oder als Abt.